# Пали (град)
Пали је град у Индији у држави Раџастан. Према незваничним резултатима пописа 2011. у граду је живело 229.956 становника.

## Становништво
Према незваничним резултатима пописа, у граду је 2011. живело 229.956 становника.
| 1991.   | 2001.   | 2011.   |
| ------- | ------- | ------- |
| 136.842 | 187.641 | 229.956 |